# Chroboty
Chroboty – wieś w Polsce położona w województwie mazowieckim, w powiecie żyrardowskim, w gminie Radziejowice. Ma status sołectwa.
W latach 1975–1998 miejscowość administracyjnie należała do województwa skierniewickiego.
Urodził się tu Zbigniew Marian Bąkiewicz – cichociemny, żołnierz batalionu Ostoja w powstaniu warszawskim, major piechoty.